# شهرستان مکون (کارولینای شمالی)
شهرستان مکون، کارولینای شمالی (به انگلیسی: Macon County, North Carolina) یک سکونتگاه مسکونی در ایالات متحده آمریکا است که در کارولینای شمالی واقع شده‌است.

## خصوصیات
شهرستان مکون ۱٬۳۴۴٫۲۱ کیلومترمربع مساحت دارد.